# Osiedle Alojzego Biernackiego
Osiedle Alojzego Biernackiego w Pszowie – osiedle Pszowa. Panuje tu zabudowa domów jednorodzinnych. Osiedle wydziela ul. Śląska (od zachodu), ul. Sportowa (od wschodu) i ul. Marii Konopnickiej (od północnego zachodu). Odległość centrum miasta od osiedla wynosi około 1,7 km.